# エドワード・ハイド (初代クラレンドン伯爵)
初代クラレンドン伯爵エドワード・ハイド（英語: Edward Hyde, 1st Earl of Clarendon, 1609年2月18日 - 1674年12月9日）は、清教徒革命（イングランド内戦）から王政復古期のイングランドの政治家・歴史家・貴族。
1640年に庶民院議員となり、穏健進歩派としてチャールズ1世の専制政治を批判した。しかし国王大権の剥奪など急進的改革には反対し、王と議会の和解に努めた。清教徒革命が勃発すると立憲王政派として行動して国王の信任を得た。1645年には皇太子チャールズ（後のチャールズ2世）とともに亡命し、彼の亡命宮廷に仕えた。
1660年の王政復古後にはチャールズ2世の重臣として国政を主導、長期議会初期の立法を基礎とした立憲王政の確立を目指した。1661年から1665年に制定された一連の非国教徒弾圧法は彼の名をとって「クラレンドン法典」と呼ばれているが、彼自身はこれに否定的だった。英蘭戦争の敗北などで批判が高まり、1667年に失脚。フランスへ亡命し、歴史書『イングランドの反乱と内戦の歴史』を著した。
1660年にハイド男爵、1661年にクラレンドン伯爵に叙された。
娘アン・ハイドはイングランド国王ジェームズ2世の最初の妻であり、したがってイングランド女王メアリー2世・アンは外孫に当たる。

## 概要
1609年、庶民院議員を務めた地主ヘンリー・ハイドの子として生まれる。オックスフォード大学マグダリン・ホールやミドル・テンプル法学院で学び、法廷弁護士となる（→生い立ち）。
第2代フォークランド子爵ルーシャス・ケアリーらと交流を深めて穏健進歩派の論客となり。1629年以来議会を招集せずに専制政治を行っていたチャールズ1世やその側近の初代ストラフォード伯爵トマス・ウェントワースを批判した（→反専制の進歩派となる）。
1640年に11年ぶりに召集された議会（短期議会と長期議会）で庶民院議員に当選して政界入りし、親政期に行われた圧政を追及した（→庶民院議員として政界入り）。1641年のストラフォード伯弾劾にも賛成したが、この頃から急進派議員と議会外大衆の急進活動を懸念するようになり、議会と国王の均衡を求める穏健派として、同年に可決された『議会の大諫奏』については国王大権の干犯として反対した（→急進的進歩派を懸念）。
以降国王に近しい立場になって「立憲王党派」と呼ばれるようになり、ジョン・ピムら急進派議員と対立を深めた。1642年1月に国王が急進派議員をクーデタ的に逮捕しようとして失敗してヨークへ逃れる事件が発生すると、議会は急進派が掌握するところとなった。彼も5月に逮捕の危機に晒されてヨークの国王のもとに逃れた（→立憲的国王派として）。国王の信任を受け、1643年には財務大臣に任じられた。内乱勃発後も穏健な王党派として議会と国王の和解を目指したが、和平交渉は実を結ばなかった（→清教徒革命をめぐって）。
国王軍の旗色が悪くなった1645年に国王の命令で皇太子チャールズ（後のチャールズ2世）とともに亡命した。当初ジャージー島やオランダで暮らし、パリに作られたチャールズの亡命宮廷には積極的に参加しなかったが、1651年頃からチャールズの側近として亡命宮廷の中心人物となり、王政復古の下地作りに励んだ（→皇太子の亡命宮廷で）。
1658年のオリバー・クロムウェルの死でイングランド共和国が動揺すると、王政復古へ向けた政治工作を本格化させ、ジョージ・マンク将軍の取り込みや革命期の行動を大逆罪に問わないことを保証したブレダ宣言などによって1660年に議会に王政復古を決議させることに成功した。国王とともにロンドンへ帰還し、以降国王最大の側近として7年にわたってイングランドの国政を主導した（→王政復古）。
国王親政ではなく、長期議会初期に制定された諸法によって制限された立憲王政を目指した。共和政期の遺産も受け継ぎ、国王大権を基礎とする封建的財政を復活させず、共和政期に確立された国民への恒常的課税を基礎とする近代的財政をそのまま採用した（→立憲王政体制を目指して）。革命派への復讐を求める議会の騎士派(王党派)を抑え、復讐は弑逆者など一部の者に限定し、原則として革命期の行動については不問とした。また共和国政府に所領を没収された者には所領を返還したが、罰金を科されて自発的に所領を売り払ったケースは返還なしとした。この処置は王党派の不満を招いた（→復讐の抑止）。
宗教政策では融和に失敗し、議会の清教徒革命追及の機運に押されて、清教徒を国教会から排除して非国教徒にし、彼らを弾圧する法律を次々に法定した。これらは「クラレンドン法典」と呼ばれるが、彼自身はこうした非寛容政策には批判的だった（→宗教政策）。
外交政策では1662年にはダンケルク売却を実施して批判を集めた。1665年にはオランダとの間に英蘭戦争が勃発したが、敗北した上に財政が疲労する結果に終わったのでさらなる批判を受けた（→外交政策）。
1665年のペスト流行や1666年のロンドン大火で批判はさらに高まった。1667年8月、議会で政府批判が高まることを恐れたチャールズ2世が議会開会前に彼を政府から追放しようとし、その圧力で大法官辞職に追い込まれた（→失脚）。10月に召集された議会から大逆罪で告発されたため、フランスへ亡命。そこで名著と名高い歴史書『イングランドの反乱と内戦の歴史』を著した。1674年にルーアンで死去した（→亡命と死去）。
歴史家G.M.トレヴェリアンは長期議会初期の「国王と議会の均衡」にこだわって議院内閣制に踏み出せなかった人物としながらも、復讐政策をとらず、王政復古を成功させたことを評価している（→人物・評価）。
1660年にハイド男爵、1661年にクラレンドン伯とコーンベリー子爵に叙せられた（→爵位）。
爵位は長男のヘンリー・ハイドが継承した。次男ローレンス・ハイドも後にロチェスター伯爵に叙される。また娘アン・ハイドはチャールズ2世の弟のヨーク公ジェームズ（後のイングランド国王ジェームズ2世）と結婚し、後のイングランド女王メアリー2世とアンを儲けている（→家族）。

## 経歴

### 生い立ち

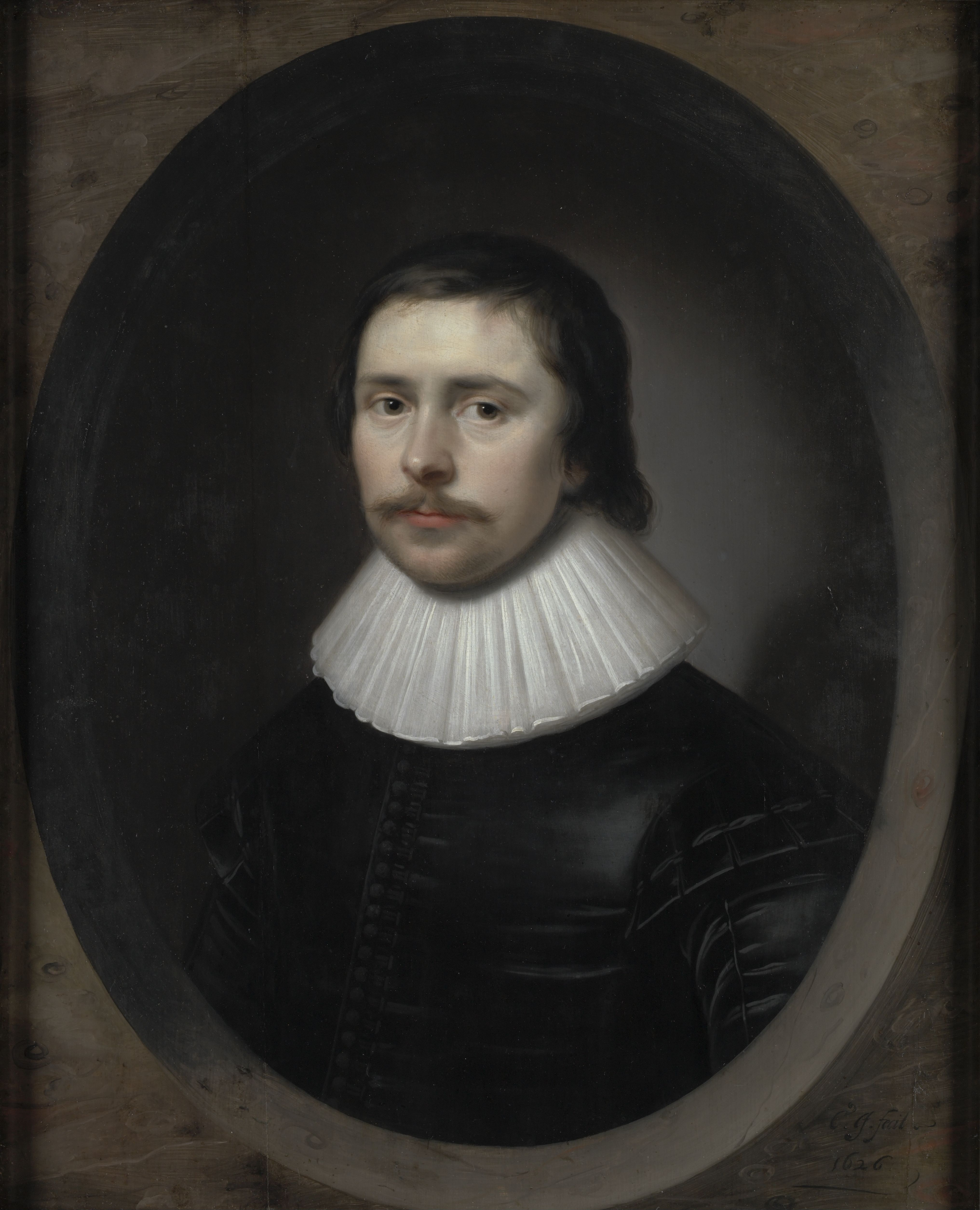
1626年のエドワード・ハイドを描いた肖像画（Cornelis Janssens van Ceulen画）

1609年2月18日、ウィルトシャー・ディントンの地主で庶民院議員を務めたヘンリー・ハイドとその妻メアリー（トローブリッジの衣服商人エドワード・ラングフォードの娘）の子としてディントンに生まれた
父や家庭教師から古典の教育を受けた後、1623年に13歳でオックスフォード大学マグダリン・ホールに入学し、1626年に卒業した。裁判官の伯父ニコラス・ハイドの後援で1625年にミドル・テンプル法学院に入学し、1633年には法廷弁護士資格を取得した。
1634年7月に少額債権裁判所主事・造幣局長官トマス・エイルズベリーの娘フランセスと結婚。同年に父ヘンリーが死去し、ハイド家の跡を継いだ。父は遺言で「国の法律や自由を自らの利益や君主の意思のために犠牲にしてはならない」と述べたという。

### 反専制の進歩派となる

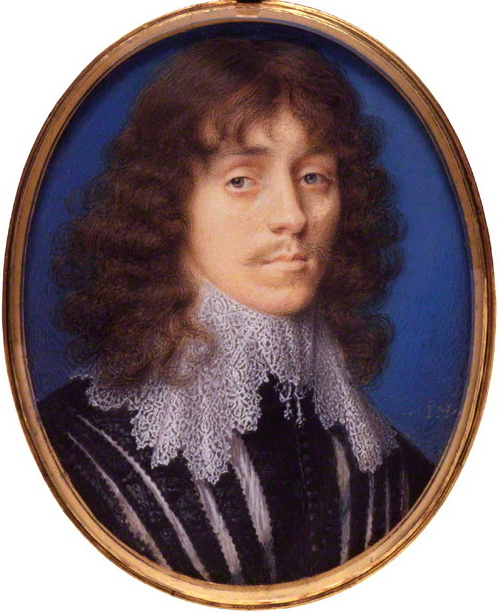
第2代フォークランド子爵ルーシャス・ケアリー（ジョン・ホスキンズ画）

岳父（妻の父）トマス・エイルズベリーの縁故で国王チャールズ1世の側近のカンタベリー大主教ウィリアム・ロードの知遇を得、彼から法律家としての活動を評価されたのがきっかけで裁判官や著名な法律家からの依頼が続々とくるようになった。民事訴訟裁判所文書保管係にも任命された。
当時、第2代フォークランド子爵ルーシャス・ケアリーの屋敷ではジョン・セルデンなど当代一流の進歩派の知識人が集まるクラブが定期的に開かれており、ハイドもそこに出入りするようになった。ここでの法律・哲学・宗教などの討議を通じて、進歩派の論客としての研鑽を積んだ。
1629年以来11年にもわたって国王チャールズ1世は議会を招集しようとせず、議会立法ではなく、枢密院令に頼った政治を展開し、国民の民意を無視し続けていた。その結果、初代ストラフォード伯爵トマス・ウェントワースやロードなど国王近臣による強権的統治が行われていた。ハイドら進歩派は王権神授説を批判して法の支配を唱え、国王の権限が法の範囲を超えて拡大されることに反対していたので、このような状況を批判していた。

### 庶民院議員として政界入り
第一次主教戦争後、スコットランドとの戦費を渇望するチャールズ1世は、ストラフォード伯の助言を容れて1640年4月13日に議会を招集し（短期議会）、臨時課税を求めた。この議会の選挙でハイドはウットン・バセット選挙区から選出されて庶民院議員となっている。
議会は国王の課税要請に応える前に1629年から続く議会軽視の親政に苦情を申し立て、親政以前の政治慣行の復活を要求した。ハイドもフォークランド子爵やセルデンの理論に従って法の支配、国王と議会の権力の均衡、プロテスタント信仰に基づく強力な国教会の確立を要求した。国王は貴族院取り込みを図って乗り切ろうとしたが、庶民院の反発が静まらなかったため、招集からわずか3週間後の5月5日に議会は解散された。この直前にハイドは、ロードのもとを訪れて議会の続行を国王に助言するよう求めたが、ロードは聞き入れなかった。
1640年8月末にはスコットランド軍がイングランドへ侵攻し、ニューカッスルを占領した（第2次主教戦争）。軍隊を組織するお金がないチャールズ1世は、スコットランド軍撤兵の条件として5万ポンドの賠償金をスコットランドに支払うリポン条約の締結を余儀なくされた。チャールズ1世はその賠償金も用意できないため、更に弱い立場で議会を再招集する羽目になった（長期議会）。新議会は9月に選挙の告示があり、10月に総選挙が実施された。ハイドはこの議会でサルタッシュ選挙区から選出されて庶民院議員となっている。
半年の間に世論の空気は変わっており、国王とその側近に対する信頼は完全に消えていた。そのため前議会が穏便に親政前に戻ろうとしていたのに対し、新議会は親政の責任追及の機運が高かった。親政下で逮捕された政治犯が次々と釈放されるとともに国王側近に厳しい責任追及が行われることになった。
ハイドも専制政治を厳しく追及し、「紋章院裁判所の活動を調査する委員会」「船舶税を支持した裁判官を調査する委員会」「国政をゆがめた裁判所の活動を調査する委員会」「大権裁判所を検討する委員会」「今後の議会のあり方を検討する委員会」「教会の改革を検討する委員会」など記録に残るだけでも7つの委員会に委員として所属して親政下の圧政の調査を行っている。

### 急進的進歩派を懸念
1641年2月には国王側近ストラフォード伯に対する弾劾裁判が開始された。ハイドも「ストラフォードを告発する文書作成委員会」の委員となった。ハイドにとってストラフォード伯は北部評議会の権限を拡大してその地域を「専制的権力の海に沈めた」張本人であるため、容赦なく追及した。
だが、同時にこの頃からハイドは急進的進歩派に不安を抱くようになった。ストラフォード伯弾劾の最中、何千人ものロンドン市民がウェストミンスターに押しかけてきてストラフォード伯処刑を求める示威行動を起こし、処刑への同意をためらう国王や貴族院議員を罵倒していたが、ハイドはそれを見て嫌悪した。後世ハイドはこの時の市民の示威行動を「前代未聞の不敬」「反逆的な暴動」と批判している。
議会は5月12日にストラフォード伯を処刑するとともに、1640年から1641年にかけて議会権限を回復・強化する法案を次々と可決させた。議会の許可なき課税として批判されていた船舶税は不法と決議され、議会の同意なく国王が関税をかけることを禁じるトン税・ポンド税法も可決された。3年議会法により国王の解散詔書がなくても議会が3年以上休会したら解散総選挙が行われる旨も定められた。星室庁裁判所、北部評議会、高等宗務官裁判所など国王専制政治の象徴となっていた大権裁判所も廃止された。国王もこれらの改革に同意している。
親政前に機能していた政治の慣行（国王と議会の均衡）の復活を目指すハイドやフォークランド子爵にとっては改革はこれで終了であって、国王と議会の相互信頼の回復が今後の課題だった。ところがジョン・ピムら急進的進歩派の議員にとっては改革はまだ終わっておらず、国王大権の制限が次なる課題だった。そして11月には国王が持つ枢密顧問官をはじめとする官吏任免権を議会の統制下に置く内容の『議会の大諫奏』を提案した。ハイドたち穏健派は国王大権の侵害としてこれに強く反対した。また急進派は大諫奏を議会外の大衆に公表するつもりであったが、ハイド達は既存の社会秩序が崩れるとして議会外大衆への働きかけに反対した。この大諫奏については2週間ほど議会内で議論が行われたが、結局11月23日に僅差で可決されている。これにより議会内の穏健派と急進派の分裂が決定的となった。

### 立憲的国王派として

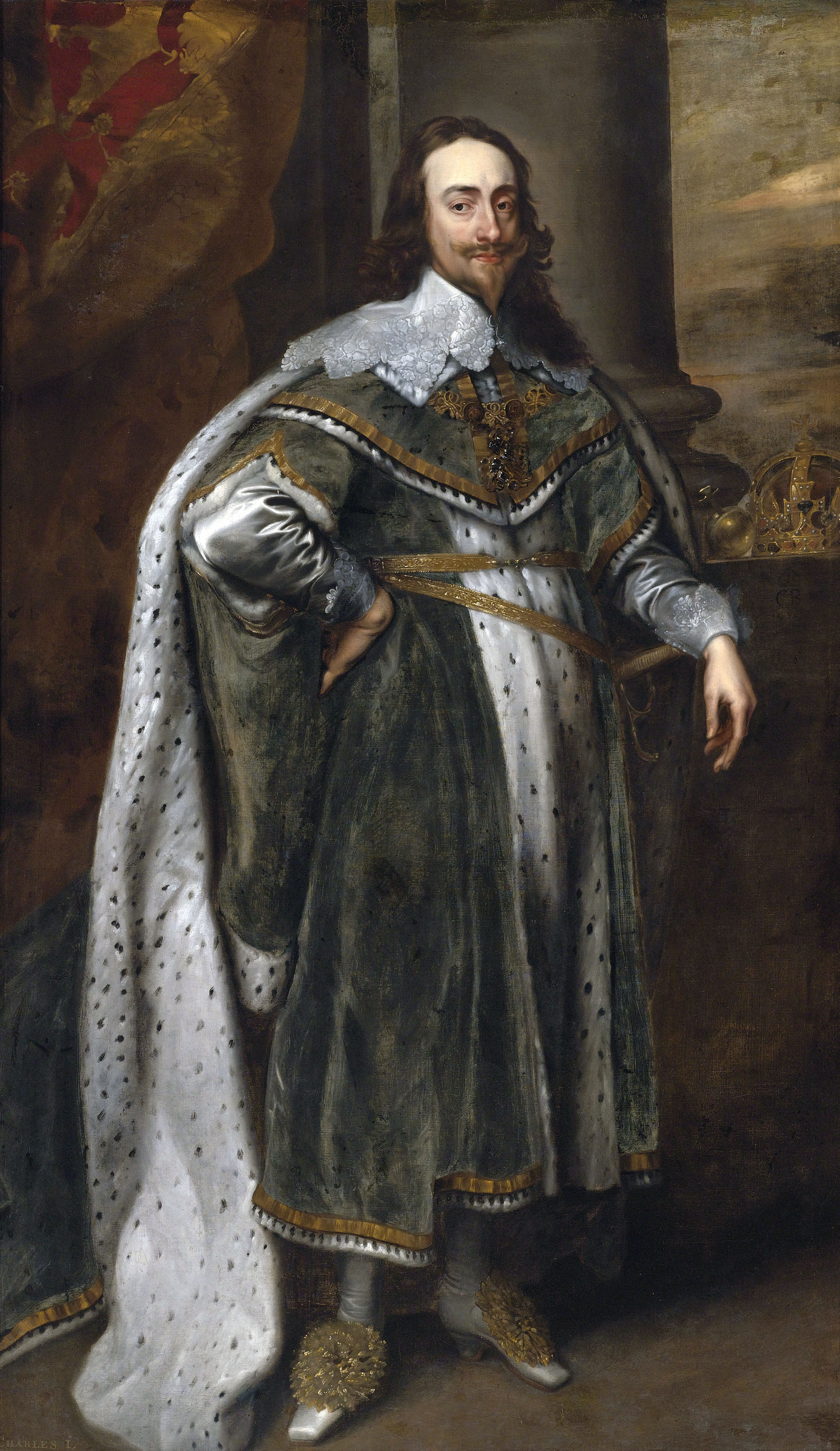
チャールズ1世を描いた肖像画（アンソニー・ヴァン・ダイク画）

これ以降ハイドら穏健進歩派は国王と近しくなり、「立憲的国王派」と呼ばれるようになる。
ハイドは急進的な議会外大衆の圧力から議会を守ると同時に、国王に対してもこれまで議会が制定した法律を遵守する姿勢を示すことで、専制を復活しようとしているのではないかという国民の不信を払拭するよう努めるべきであると助言した。
だが国王はこの助言を聞き入れなかった。1642年1月3日には強硬王党派の初代ブリストル伯爵ジョン・ディグビーにそそのかされた国王がピムら急進派議員をクーデタ的に逮捕しようとして失敗する事件が発生した。
この事件に対する憤慨により議会は完全に急進派（特にピム）が牛耳るところとなった。これまで国王寄りだった貴族院ももはや庶民院の急進派に逆らわなくなった。立憲国王派の肩身は狭くなったが、ハイドは国王と議会の和解を諦めず、穏健派の再結集を狙うとともに国王にロンドンから離れないよう助言した。しかし身に危険を感じた国王はイングランド北部のヨークへ逃亡し、そこを王党派の拠点にし始めた。5月半ばにはハイド追及の機運も高まり、逮捕を恐れたハイドはヨークの国王のもとへ逃れた。
1642年6月に議会はヨークにいる国王に対して19か条提案を送り、国王の高官・裁判官任免権、軍の統帥権、教会改革権を議会に譲渡することを要求した。国王はこれを拒否し、ハイドとフォークランド子爵に反論文を作成することを命じた。2人はその反論文の中で次のように論じて議会主権を拒否して立憲王政の必要性を訴えた。「我々の先人たちの経験と知恵は、イングランドの政体を君主制、貴族制（貴族院）、民主制（庶民院）の3つを混合することで、それぞれの利点を王国に与えることができるように、また均衡が3つの身分間に存在する限り、それぞれの制度に内在する不都合が生じないようにと築き上げてきた。君主制の長所は一人の君主のもとに国民を統合し、その結果外敵の侵略や国内の暴動を阻止することである。貴族制の長所は人々の利益のために、国の最も有能な人物を会議体へと結びつけることである。民主制の長所は自由と自由がもたらす勇気と勤勉である」。
この反論文を宣戦布告と見た議会は7月初めにも第3代エセックス伯ロバート・デヴァルーを指揮官とする議会軍を組織し、対する国王も8月にノッティンガムに国王軍の集結を命じた。こうして内乱は不可避の情勢となり第一次イングランド内戦(en:First English Civil War)が始まった。

### 清教徒革命をめぐって
国王から強く信任されるようになり、1643年2月には財務大臣と枢密顧問官(PC)に任じられた。
ハイドら立憲国王派は内乱勃発後も「議会に規制された王政」の存続を旗印に議会との和平の道を探っていた。王党派の本拠地オックスフォードに議会派の和平派を迎え、彼らと交渉を行った。その中で議会派は国王が軍の統帥権を放棄すれば和平は成立しうるとの見解を示した。ハイドはさっそく国王にその旨を伝え、「陛下の置かれている苦境は、戦争の継続によって改善される見込みはありません。一方議会の和平案は陛下を少しも傷つけないばかりか、著しい利益を与えるものです」と助言してこの和平案を呑むべきと進言したが、国王は王妃ヘンリエッタや強硬派の側近にそそのかされてこの和平案を蹴ってしまった。後世ハイドはこの時の国王の態度を「取り返しのつかない決定」と評した。ハイドの盟友フォークランド子爵はこの国王の態度に失望して1643年9月20日の第一次ニューベリーの戦いにおいて自殺同然の戦死をしている。
12月にハイドの助言を容れて国王はオックスフォードに議会を招集すること、ウェストミンスターの議会を離れてこの議会に参加した議員には例外なく恩赦を与えることを宣言した。ハイドの狙いはオックスフォードとウェストミンスター双方の穏健派（立憲国王派と議会和平派）の合流だった。1644年1月に召集されたオックスフォード議会は40名の貴族院議員と100名の庶民院議員が出席し、ウェストミンスター議会との和平を追求したものの、成果のないまま終わった。ハイドの努力はまたも徒労に終わった。
ハイドが最後に和平交渉に加わったのは1645年1月から2月にかけてのアックスブリッジでの会談だったが、この時には議会派は完全に抗戦派に牛耳られており、和平派はもはや議会内で力を持っていなかったため、実を結ばなかった。

### 皇太子の亡命宮廷で

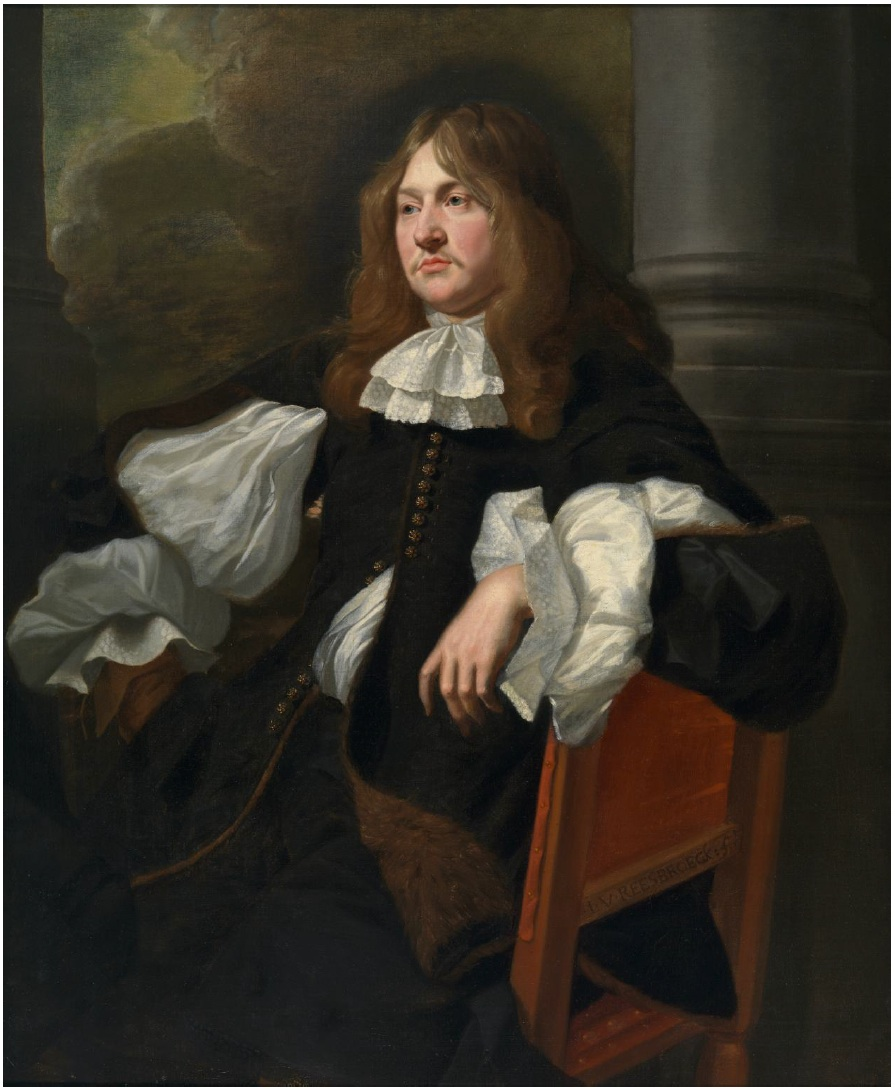
1649年から1653年ころに描かれたハイドの肖像画(Jacob van Reesbroeck)

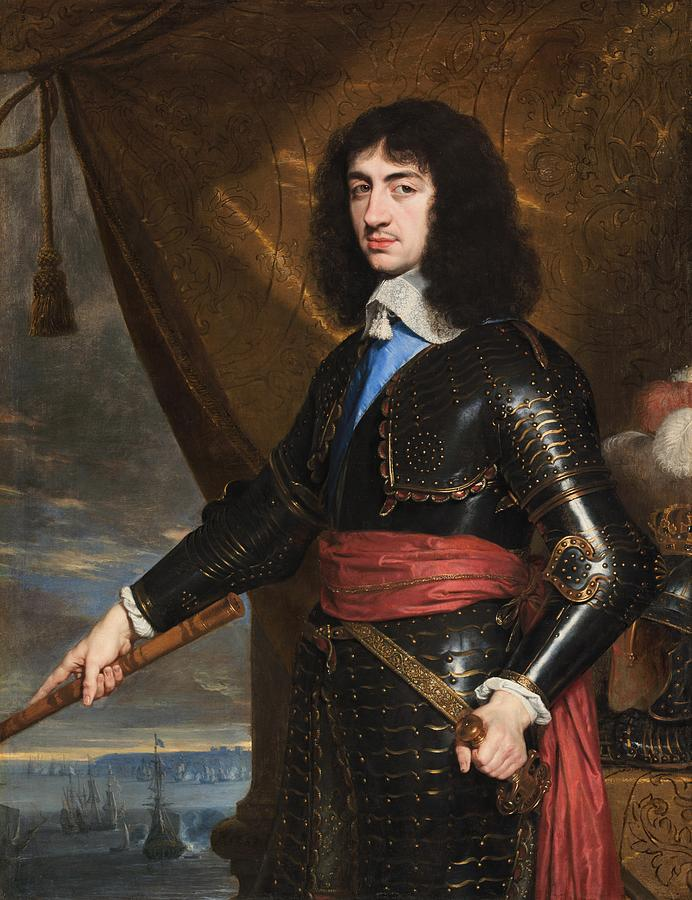
1653年頃のチャールズ2世を描いた絵画（フィリップ・ド・シャンパーニュ画）

国王軍の戦局が悪化の一途をたどり、交渉による和解の道も期待しえなくなる中の1645年3月、最悪の事態を覚悟したチャールズ1世は、ハイドに皇太子チャールズ（後のチャールズ2世）を託し、オックスフォードから離れて大陸へ亡命するよう命じた。
以降ハイドは15年にわたる亡命生活を送ることになった。皇太子はパリに亡命宮廷を立てたが、ハイドはしばらくの間、それに積極的には参加しなかった。3年にわたってジャージー島で過ごして国王から依頼された歴史書（『イングランドの反乱と内戦の歴史』）の執筆活動に励んだ。1648年6月にチャールズ皇太子がイングランド侵攻を企てた際には、それを補佐するべくジャージー島を離れたが、航海中に海賊に襲撃されたため皇太子のもとに参じることができなかった。また皇太子の蜂起は結局失敗に終わった。
その後、ハイドは亡命宮廷から離れたオランダで数年を過ごした。当時のハイドは亡命宮廷内に大した力を持っていなかった。そこを支配するのは王母ヘンリエッタをはじめとする王族たちであった。ハイドが亡命宮廷内で力を持つようになったのは、1651年11月にチャールズがスコットランドでの旗揚げに失敗してパリに逃げ帰ってきた後のことである。この直後にチャールズはハイドを召喚し、以降彼を側近として使うことにした。1654年には「国王秘書長官」、1658年には「大法官」に任じられた。
国王側近となったハイドは亡命宮廷がイングランド国民の心情から離反した独りよがりな存在にならないよう努めた。例えばチャールズが後見裁判所を復活させようと企むとそれを思いとどまらせたり、王母ヘンリエッタがカトリックに対する罰則を排することを約し、さらにチャールズをカトリックに改宗させることでカトリックの支持を得ようと主張するとそれを阻止することにも努めた。護国卿オリバー・クロムウェル打倒のためにイングランド・スコットランド内の不満分子と取引するという陰謀も積極的には行わなかった。長期議会冒頭で制定された一連の法律で規制された王政とイギリス国教制を復活させることがハイドの目的であり、これらの政策はそれに有害と考えたからである。
そして「我々がじっと待つことができなければ、神はやってこられないだろう」という心境のもと、イングランド共和国の自壊の日を辛抱強く待った。

### 王政復古
1658年9月のクロムウェルの死去で共和国体制が動揺するとハイドは積極的に共和国内の分裂を促す工作を開始した。共和国の混乱が深まるにつれてハイドのもとには共和国政府の実務家からも国王に忠誠を誓う旨の書簡が送られてくるようになった。
とりわけ鍵を握るのはスコットランドに統制された軍隊をもつジョージ・マンク（後の初代アルベマール公爵）であった。マンクは「自由な議会（長期議会）」を求める世論に支えられて1660年2月3日にロンドンに入城していた。この時にはマンク将軍はまだ王政復古を明言しなかったが、選挙が王党派の優位で進むのを見て、ハイドとの交渉に応じ、その中でマンクは「広範囲な恩赦を出すこと、国王と教会の土地について議会の決定を受け入れること、良心の自由を保障すること」を王政復古の条件にあげた。これはハイドの目指すところと全く同じであり、ハイドはただちに受け入れを表明した。
ハイドは4月にブレダ宣言を起草し、国王にこれを発布させた。これは、議会で例外とされた者を除き、良き臣民としての服従に立ち返る人々全員に無償の恩赦を与え、革命中に大逆罪を犯していたとしても不問とすること、また革命の間に生じた土地所有権の変更については全て議会の決定に委ねることを約束していた。処罰への恐れが王政復古への抵抗を生まないようにするため、また過去の行為の追及によって不和や分裂が生じないようにするためだった。この文書は王党派のジョン・グランヴィル（後の初代バース伯爵）を通じて庶民院、貴族院、陸軍、海軍、ロンドン市に配られた。
1660年4月25日に召集された仮議会は王党派が多数を占めており、ブレダ宣言の受け入れを決議した。そして仮議会の要請に基づいて5月29日にチャールズ2世はハイドを伴ってロンドンへ帰還した。これ以降ハイドは国王最大の側近としてイングランド国政を主導する人物となった。枢密院メンバーは、ハイドはじめ国王とともに亡命していた王党派9名、第4代サウサンプトン伯爵トマス・リズリーら共和政期も国内とどまっていた王党派7名、第2代マンチェスター伯爵エドワード・モンタギューら長老派7名、マンクやアンソニー・アシュリー＝クーパー（後の初代シャフツベリ伯爵）ら共和政政府の高官4名という派閥横断的な構成となった。しかしハイドは、国王秘書長官エドワード・ニコラス、大蔵卿サウサンプトン伯、王室家政長官初代オーモンド公爵ジェームズ・バトラーなど枢密院の中心人物から支持を得ていたので、枢密院を強力に掌握していた。
国王より王政復古の労をねぎらわれ、1660年11月にはハイド男爵、1661年4月にはクラレンドン伯爵に叙せられている。1662年には改めて大法官に任じられ、ロンドン中心部のピカデリーに広大な土地を与えられた。

### 立憲王政体制を目指して
クラレンドン伯が目指す政治体制はもちろん国王親政ではなく、長期議会初期にクラレンドン伯含むほぼ全議員の賛成により制定された一連の法律によって制限された立憲王政である。これらの法律を王政復古政府はほとんど受け継いでいる。各種の大権裁判所を復古させることもなかった。
1640年11月に長期議会が招集されてから1642年2月までに制定された法律は国王の同意を得て成立しているからすべて有効であり、それ以降の法律は国王の同意を得ずに議会が単独で決めた物なので「条例（ordinance）」にすぎず、無効というのが王政復古政府の基本的な立場であった。
ただし王政復古政府が長期議会初期の法定で受け継がなかったものが2つある。1つは3年議会法である。これは議会が3年以上休会した場合には議会は解散されたものとみなして「国王の解散詔書なしに」総選挙が実施されると定めた法律である。チャールズ2世は自分の詔書をないがしろにしているこの法律を嫌悪し、1664年3月に騎士議会の王党派に働きかけてこれを改正させ、「国王の解散の詔書なしに」の一文は削除されることになった。現実的には王政復古政府が3年以上も議会を開かないで統治を行うことはまず不可能だったであろうが、国王としてはいざという時の議会招集・解散権を自分の手に残しておきたかったものと思われる。
もう一つは聖職者議席剥奪法である。これにより主教たちが貴族院に参加できなくなっていたが、1661年5月に召集された騎士議会の王党派国教徒たちによって真っ先に廃止され、主教たちは再び貴族院に議席を持つことになった（以降現代まで主教たちは貴族院に議席を保有している）。
逆に1642年以降の国王の承認のない法律による制度でも王政復古政府が引き継いだものもある。クラレンドン伯が長期議会初期の立法を原点としながらも、共和政の良き遺産は受け継ぐことをためらわない人物だったことによる。
たとえば国の財政について国王大権に基づく課税を復活させず、共和政期に確立された課税制度を引き継いだ。これによりイギリスは国王の私財から統治の費用を賄うという封建的財政を脱皮し、恒常的な租税収入により国民が国家財政を支えるという近代的な租税国家となった。国王にはその中から経費を王室費として与えることになった。
また大権裁判所のうち後見裁判所は1646年に廃止されたが、この廃止は引き継いだ(ただし国王にその代償の金銭を支払った)。「クロムウェルの航海条例」と呼ばれる航海奨励法も引き継いだ。これはイギリスが世界中に植民地を獲得して大英帝国を建設する布石となる。

### 復讐の抑止

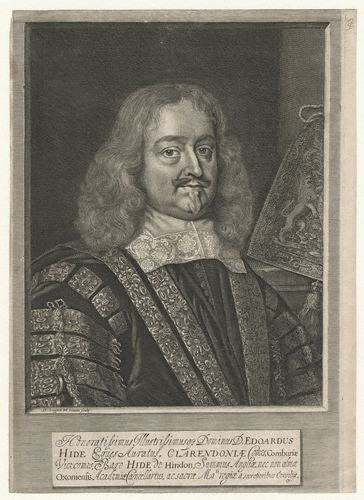
1666年に描かれたクラレンドン伯（デイヴィッド・ローガン画）

王政復古を安定させるためにクラレンドン伯が重視したのが革命派に対する復讐を抑止することだった。ブレダ宣言に基づき、1660年8月には仮議会で免責・大赦法が決議され、チャールズ1世弑逆者（レジサイド、チャールズ1世処刑執行令状署名者）や共和国指導者などを例外として革命期の行動について原則免責となった。
これにより弑逆者は既に死亡した者を除き、全員が裁判にかけられ、そのうち29名に死刑判決が下った（実際の死刑は10名で残り19名は終身刑に減刑された）。また弑逆者以外ではヘンリー・ベインが「危険な共和主義者」として処刑された。クラレンドン伯と国王は復讐をこれにとどめようとした。1661年に騎士派（王党派）が多く選出された騎士議会で共和国指導者13名が新たに厳罰リストに加えられた際にもクラレンドン伯は国王とともにこの法案の通過を阻止している。王政復古を失敗させないためには「過去を忘れる」ことが肝要なのであった。
また共和政期の土地変動については、共和政府が没収した教会領・王領・王党派所領は、その購入者への正当な補償もなしに無条件回復としたが、共和政府に「悪意を抱く者」として課せられた罰金を支払うために自発的に土地を売ったケースは、返還なしとした。共和派・王党派双方から一定の支持を得られるようにした妥協策であった。しかし共和政期に土地売却に追い込まれた王党派は、王への忠誠の見返りがないとしてこれに不満を抱いた。彼らは大々的な復讐政策を実行して、革命派の土地を奪いとり、自分たちの物としたがっていた。これがクラレンドン伯に対する最初の不満となった。

### 宗教政策
復古王政政府のアキレス腱となったのは宗教政策だった。ブレダ宣言で宗教についても寛容の精神がうたわれていたのに、議会の国教徒の王党派に押されて宗教には非寛容な姿勢で臨むことになったからである。
1660年10月に国王は「ウスタ・ハウス宣言」を出して長老派も含めた緩やかな国教会体制を作りたいという希望を表明したが、仮議会内の王党派は、厳格な国教会体制を求めてこれに反発した。以降宗教政策を国王大権として宗教的寛容を唱える国王と、国教会を国家統一のきずなとして守り抜こうとする議会の対立は、チャールズ2世、つづくジェームズ2世の治世でも続き、名誉革命の伏線となる。
1661年に召集された騎士議会は仮議会以上に強硬な国教会派にして郷士支配的な者たちの党派（後のトーリー党）が多数派だった。そのため革命への報復感情もあってピューリタン弾圧の機運が強かった。国教会と長老派の会談も不調に終わり、復活した聖職会議において長老派をはじめとするピューリタンは「非国教徒」として国教会の外に排除された。これに呼応した騎士議会がクラレンドン伯や国王の意に反してピューリタン弾圧の法律を次々と制定したのである。
1661年には非国教徒が都市自治体の役職に就くことを禁じる自治体法が制定された。1662年には礼拝統一法が制定されて9000人の国教会聖職者のうち2000人が聖職禄をはく奪された。さらに1665年までに「秘密礼拝集会禁止法」と「5マイル法」が制定された。これら非国教徒弾圧法規は彼の名をとって「クラレンドン法典」と呼ばれている。ただしクラレンドン伯自身はブレダ宣言に象徴されるように不寛容政策に反対する人物であり、この一連の弾圧法規にも批判的であった。

### 外交政策
1662年には大蔵卿サウサンプトン伯の進言を受け入れて、膨大な維持費がかかるダンケルクの売却を行った（ダンケルク売却）。有利な条件で売却したにもかかわらず、フランスから賄賂をもらってフランスにダンケルクを売り飛ばしたと噂され、商人を中心としたロンドン市民から強い反発を受けた。
1665年には貿易上のライバルであるオランダとの間に英蘭戦争が勃発した。クラレンドン伯はこの戦争に反対していたが、王弟ヨーク公ジェームズ（後のジェームズ2世）をはじめとする主戦派に押し切られた。この戦争はフランスやデンマークも敵に回す大戦となり、財政を大きく疲労させた。戦局もフランスの支援を受けたオランダが優位に進め、1667年にはオランダ軍がチャタム海軍基地を襲撃するまでになった。議会はこの原因を政府の財政運営不備に求め、クラレンドン伯批判を強めた。

### 失脚
1665年にはペストの流行、1666年にはロンドン大火があり、その不満と批判もクラレンドン伯に向けられた。
クラレンドン伯は、議会からも民衆からも嫌われ、次第に枢密院内でも孤立するようになった。すでにニコラスは老齢で引退しており、オーモンド公は総督としてアイルランドに赴任していた。サウサンプトン伯も財政上の失敗と老齢で影響力を落としていた。代わりに枢密院内で台頭していたのが反クラレンドン伯派の初代アーリントン伯爵ヘンリー・ベネットだったためである。また国王の態度も冷たくなっていた。チャールズ2世にとってクラレンドン伯は少年時代からの厳父・教師のような存在であったが、成人してからも叱責や諫言をやめないので次第に煩わしく思われるようになっていた。
そして1667年8月、議会で政府批判が高まるのを抑えるため、チャールズ2世は議会招集前にクラレンドン伯を辞職させようと決意。国王の圧力を受けて8月30日に大法官を辞職した。

### 亡命と死去
1667年10月に招集された議会は第2代バッキンガム公ジョージ・ヴィリアーズの主導でクラレンドン伯を大逆罪で告訴した。国王もそれを公式に支持したことを知ったクラレンドン伯は身の危険を感じて1667年11月29日にイングランドを離れて再びフランスに亡命した。クラレンドン伯失脚後の国政は国王チャールズ2世とその寵臣集団「Cabal（カバル）」によって主導されていくことになる。
フランス亡命後、クラレンドン伯は執筆活動に戻り、『イングランドの反乱と内戦の歴史』を完成させた。この書は内乱期の人々の思想や行動を王党派・議会派の区別なく公正に描き、今日歴史書としても文学書としても高い評価を受ける古典となっている。
1674年12月19日にルーアンで死去。爵位は長男ヘンリー・ハイドに継承された。また次男のローレンス・ハイドも後にロチェスター伯爵に叙せられている。

## 人物・評価
19世紀的ホイッグ史観においてはピューリタン革命が進歩の重要な契機と評価されているので、王政復古期を代表する政治家クラレンドン伯は反動分子として扱われ、評価は芳しくない。
20世紀の歴史家G.M.トレヴェリアンもクラレンドン伯について、長期議会初期の1640年に法定された「国王と議会の均衡」の概念を「政治的英知の頂点、国政の最終的英知」と信じ込み、それに捕らわれ続けていた後ろ向きの政治家とし、すでに立法府と行政府の均衡だけでは足りず、議会が国王とその政府を支配下に置く議院内閣制に移行せねばならない時期が来ていたことを理解できなかったのが彼の限界としている。
同時にトレヴェリアンはクラレンドン伯が革命派への復讐を許さなかったことを高く評価し、そのおかげでイギリス王座は全ての党派から受け入れられる国民的制度として再び定着したとしている。

## 栄典

### 爵位
1660年11月3日に以下の爵位を新規に叙された
- ウィルトシャー州におけるヒンドンの初代ハイド男爵 (1st Baron Hyde, of Hindon in the County of Wiltshire)
(勅許状によるイングランド貴族爵位)

1661年4月20日に以下の爵位を新規に叙された。
- 初代クラレンドン伯爵 (1st Earl of Clarendon)
(勅許状によるイングランド貴族爵位)
- オックスフォード州における初代コーンベリー子爵 (1st Viscount Cornbury in the County of  Oxford)
(勅許状によるイングランド貴族爵位)

## 家族
1632年にウィルトシャーの有力者ジョージ・アイリッフェの娘アンと結婚したが、彼女は結婚から5か月後に病死した。1634年には少額債権裁判所主事・造幣局長官の初代準男爵トマス・エイルズバリーの娘フランセスと再婚し、彼女との間に以下の6子を儲ける。
- 長男ヘンリー・ハイド（英語版）(1638-1709) - 第2代クラレンドン伯爵位を継承。政治家。
- 次男ローレンス・ハイド(1642-1711) - 初代ロチェスター伯爵（英語版）に叙される。政治家。
- 三男エドワード・ハイド(1645-?)
- 四男ジェイムズ・ハイド(1650-1682)
- 長女アン・ハイド(1638-1671) - ヨーク公（後のジェームズ2世）と結婚。メアリー2世・アン女王の母。
- 次女フランセス・ハイド(1658-?) - トマス・ケイリー（英語版）と結婚